# Galidacris variabilis
Galidacris variabilis är en insektsart som beskrevs av Marius Descamps och Christiane Amédégnato 1972. Galidacris variabilis ingår i släktet Galidacris och familjen gräshoppor. Inga underarter finns listade i Catalogue of Life.